# Dolianthus buxifolius
Dolianthus buxifolius là một loài thực vật có hoa trong họ Thiến thảo. Loài này được (C.H.Wright) A.P.Davis mô tả khoa học đầu tiên năm 2001.